# Laurent-Michel Vacher
Pour les articles homonymes, voir vacher (homonymie).
Laurent-Michel Vacher (26 mai 1944 à Boussac en France - 8 juillet 2005 à Montréal, Québec) est un écrivain, un essayiste, un philosophe et un professeur québécois.

## Biographie
Né en France, il s'établit à Montréal en 1966. Il devient professeur au cégep Ahuntsic (qui a, en 2006, renommé la bibliothèque de l'établissement en son nom) et publie dans plusieurs revues et journaux, dont Le Devoir, Spirale et Hobo-Québec.
Sa philosophie s'inscrit dans l'anti-nationalisme, le matérialisme et le naturalisme. Son ouvrage L'Empire du moderne a reçu une nomination pour le Prix du Gouverneur général en 1990.
À la fin de sa vie, il s'est intéressé à la philosophie des sciences. Mort d'un cancer en 2005, il a reçu les hommages du chroniqueur Louis Cornellier.

## Livres
- Pamphlet sur la situation des arts au Québec, 1975.
- Pour un matérialisme vulgaire, 1984.
- L'Empire du moderne, 1990.
- Un Canabec libre. L'illusion souverainiste, Éditions Liber, 1991.
- Entretiens avec Mario Bunge. Une philosophie pour l'âge de la science, Éditions Liber, 1993.
- Histoire d'idées. À l'usage des cégépiens et autres apprentis de tout poil, jeune ou vieux, Éditions Liber, 1994.
- Découvrons la philosophie avec François Hertel, Éditions Liber, 1995.
- Dialogues en ruine, Éditions Liber, 1996.
- La science par ceux qui la font. Dix entretiens sur les connaissances actuelles, Éditions Liber, 1998.
- La passion du réel. La philosophie devant les sciences, Éditions Liber, 1998.
- Une triste histoire. Et autres petits écrits politiques, Éditions Liber, 2001.
- Débats philosophiques. Une initiation, Éditions Liber, 2002.
- Pratiques de la pensée. Philosophie et enseignement de la philosophie au cégep, Éditions Liber, 2002.
- Matérialisme et humanisme. Pour surmonter la crise de la pensée, Éditions Liber, 2004.
- Le Crépuscule d'une idole. Nietzsche et la pensée fasciste, Éditions Liber, 2004.
- Une petite fin du monde. Carnet devant la mort, Éditions Liber, 2005.